# Транспортная улица (Сестрорецк)
Тра́нспортная улица — улица в городе Сестрорецке Курортного района Санкт-Петербурга. Проходит от Приморского шоссе и улицы Токарева за улицу Инструментальщиков.
Название появилось в 1970-х годах. Дано в связи с местонахождением поблизости, на улице Инструментальщиков, 3, автотранспортного предприятия «Спецтранс». По нему же было дано название соседнему Транспортному переулку.

## Застройка
- дом 1 — пожарная часть (1969[2])
- дом 5 — жилой дом (1986[2])
- дом 10 — нежилое здание (1982[2])